# 科季夫卡 (拉多梅什利區)
50°35′16″N 29°10′34″E / 50.58778°N 29.17611°E
科季夫卡（烏克蘭語：Котівка）是烏克蘭北部的村莊，隸屬日托米爾州的日托米爾區。該村面積2.4平方公里，海拔高度183米，2001年人口541，人口密度每平方公里225.04人。